# Deinopis celebensis
Deinopis celebensis är en spindelart som beskrevs av Anna Maria Sibylla Merian 1911. Deinopis celebensis ingår i släktet Deinopis och familjen Deinopidae.
Artens utbredningsområde är Sulawesi. Inga underarter finns listade i Catalogue of Life.